# Huntingdon (Quebec)
Huntingdon es una ciudad de la provincia de Quebec, Canadá. Está ubicada en el condado regional de Haut-Saint-Laurent y a su vez, en el Vallée-du-Haut-Saint-Laurent en la región administrativa de Montérégie. Hace parte de las circunscripciones electorales de Huntingdon a nivel provincial y de Beauharnois−Salaberry a nivel federal.

## Geografía
Huntingdon se encuentra ubicada en las coordenadas 45°12′00″N 74°10′00″O / 45.20000, -74.16667. Según Statistique Canada, tiene una superficie total de 2,60 km² y es una de las 1135 municipalidades en las que está dividido administrativamente el territorio de la provincia de Quebec.

## Demografía
Según el censo de 2011, había 2457 personas residiendo en esta ciudad con una densidad poblacional de 944,1 hab./km². Los datos del censo mostraron que de las 2587 personas censadas en 2006, en 2011 hubo una disminución poblacional de 130 habitantes (-5%). El número total de inmuebles particulares resultó de 1138 con una densidad de 437,69 inmuebles por km². El número total de viviendas particulares que se encontraban ocupadas por residentes habituales fue de 1083.